# Port de commerce de Rochefort
Le port de commerce de Rochefort qui est situé en Charente-Maritime s'étend le long de la Charente uniquement sur sa rive droite et soutient encore aujourd’hui un trafic portuaire notable. Ce port fluvial est maintenant étroitement associé à celui de Tonnay-Charente, formant le complexe portuaire de Rochefort-Tonnay-Charente.

## Historique
C’est pendant la monarchie de Juillet que Rochefort décide de diversifier son économie portuaire trop dépendante de son arsenal maritime. Ainsi, la ville développe un port de commerce fluvial dans le courant des années 1840 afin d'y recevoir des navires à vapeur dès 1844 et reçoit sur ses quais nouvellement aménagés des bois de construction, du chanvre, des céréales et des vins et, en 1842, obtient le siège d'une chambre de commerce. Ce premier port est alors édifié au sud de l’arsenal maritime.
Pendant le Second Empire, Rochefort ambitionne de devenir un port marchand capable de concurrencer La Rochelle et déplace sa zone portuaire au lieu-dit dénommé la Cabane Carrée près des installations fluviales du port de Tonnay-Charente. La ville construit alors un premier bassin à flot à partir de 1857 de 1ha10 où celui-ci est relié à la nouvelle ligne de chemin de fer qui la met directement en contact avec la capitale depuis septembre 1857. Puis, un deuxième bassin à flot de 1ha35 est creusé en 1869 pouvant également accueillir des navires d'un tirant d'eau de 5,50 mètres. Ces agrandissements portuaires s'avèreront vite insuffisants et un troisième bassin à flot de 6 ha est alors mis en chantier à partir de 1880. Dans cette même période, Rochefort développe sa desserte ferroviaire par la nouvelle jonction avec La Rochelle dont la voie ferrée est inaugurée en décembre 1873 tandis qu'une ligne ferroviaire est projetée en direction de Marennes à partir de 1874. 
C'est à partir de 1892 que le trafic fluvial sur le fleuve atteint son apogée. Jusqu'en 1867, le fleuve avait pu maintenir un certain monopole commercial et il apparaissait comme la principale artère de communication dans les pays charentais. L'édification de la voie ferrée de Rochefort à Angoulême le long de la vallée de la Charente en 1867 a entamé progressivement cette situation de monopole en commençant par mettre fin au trafic fluvial des voyageurs. Cependant, si le trafic des gabares s'est longuement maintenu sur le fleuve, il est vrai que la ligne ferroviaire a été construite « dans une perspective de marginalisation progressive du trafic fluvial ».
Le trafic entre la basse vallée de la Charente - où se situent notamment les ports de Rochefort et de Tonnay-Charente - et Cognac se maintint jusqu'à la veille de la Première Guerre mondiale à un rythme convenable bien qu'il fût en baisse régulière, étant concurrencé de plus en plus par le train. Entre 1892 et 1910, le trafic fluvial sur la Charente avait été réduit de moitié. Mais le déclin du trafic sur le fleuve, puis l'arrêt de la navigation fluviale, a en fait concerné en tout premier lieu le cours amont de la Charente. Ainsi, entre Angoulême et Cognac, la voie ferrée eut raison du trafic fluvial avant le déclenchement de la Première Guerre mondiale où le port d'Angoulême, L'Houmeau, fut complètement ruiné.
Il est vrai qu'entretemps le fleuve a été totalement mis à l'écart du plan Freycinet d'amélioration des voies d'eau de 1878-1879 et ne put donc avoir une reconnaissance d'envergure nationale malgré son ouverture sur l'océan Atlantique et la présence de villes industrielles comme Angoulême, Cognac et Rochefort. Le centralisme parisien a fait un tort énorme à la Charente et finalement lui a sérieusement hypothéquée son avenir.
Cependant, c'est dans les deux ports de l'estuaire que le fleuve connut une recrudescence d'activité commerciale où Rochefort, en particulier, bénéficia d'aménagements portuaires importants de 1886 à 1889.
A quatre kilomètres en aval du port de Tonnay-Charente, Rochefort affirmait sa vocation de port marchand depuis l'aménagement d'un troisième bassin à flot dont les travaux furent achevés en 1890. Ce troisième bassin d'une surface totale de 6 hectares et d'une profondeur de 8 mètres, équipé d'une gare maritime et de voies ferrées, complétait les installations des deux autres bassins à flot plus petits, construits entre 1857 et 1868. Avec ce nouvel équipement portuaire, Rochefort put faire face à l'augmentation du trafic fluvial qui consistait en l'importation de charbon de Grande-Bretagne et de bois de Norvège. Dans de telles conditions, le trafic fluvial de Rochefort avait quasiment décuplé depuis la monarchie de Juillet, passant de 28 500 tonnes en 1846 à 247 500 tonnes en 1900. Enfin, à partir de 1902, de nouveaux travaux de dragage créèrent un chenal au milieu du fleuve, afin de permettre l'accès à des navires de 9 mètres de tirant d'eau, voire de 10 mètres par vive-eau de marées d'équinoxe. 
À partir des années 1920, les deux ports charentais de Rochefort et de Tonnay-Charente ont continué à se développer grâce d'une part à l'industrialisation de leurs villes et d'autre part à une importante desserte ferroviaire et routière Depuis 1927, les deux ports de commerce de la Charente sont gérés par la CCI de Rochefort-Saintonge.
Au lendemain de la Seconde Guerre mondiale, les bassins à flot n°1 et n°2 - ceux qui furent construits en 1857 et 1868 - furent abandonnés pour les marchandises et seul le bassin à flot n°3 est aujourd’hui utilisé. Les deux anciens bassins n°1 et n°2 à flot sont maintenant le domaine du port de plaisance de Rochefort.

## Les équipements du port fluvial de Rochefort

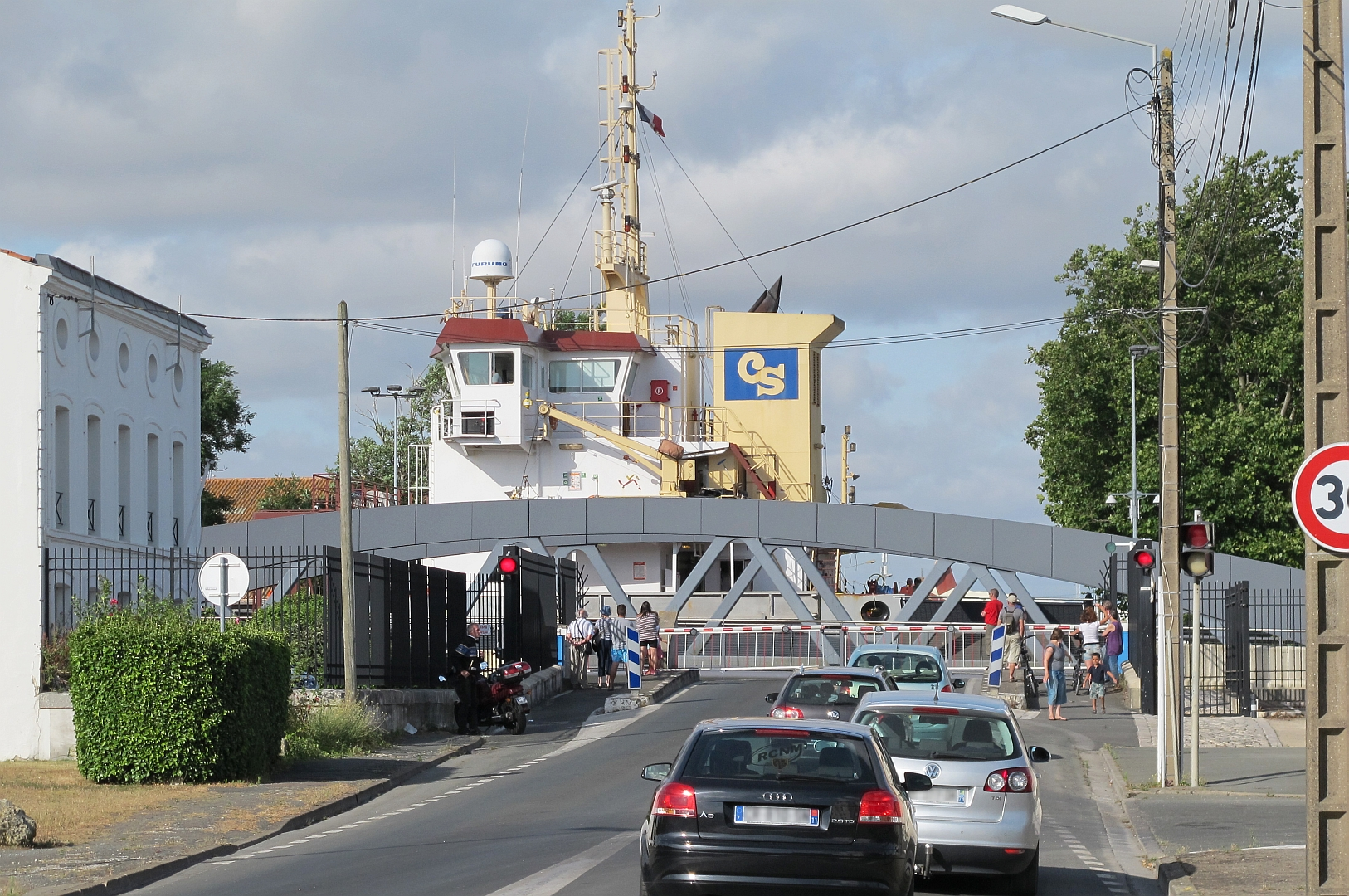
Un navire passe l'accès du port au pont tournant en coupant l'avenue William Ponty.

Le bassin à flot actuellement dédié au commerce maritime est celui qui fut le dernier à être mis en service c’est-à-dire à la fin du XIXe siècle, plus précisément en 1890. Il porte le nom de bassin n°3. Il est accessible par une porte-écluse qui garde le niveau du bassin et permet de recevoir des navires à toute heure de marée haute, mais étant dépendant du fleuve et des marées, le trafic y est limité.
En effet, il y a en moyenne deux arrivées ou départs par jour, suivant les hauteurs et le rythme des marées. Ce port et celui de Tonnay-Charente sont fortement tributaires de la remontée de la marée dans la Charente. Le tonnage des cargos est limité à cause du tirant d'eau maxi qui est de 6,50m – à Rochefort contre 6,50 pour le port de Tonnay-Charente - et surtout de la largeur de l'accès qui ne peut accepter des navires de plus de 16,50 m de large pour une longueur de 120 m.

## Les activités du port de Rochefort
Aujourd'hui, le port de commerce de Rochefort fonctionne en binôme avec le port de Tonnay-Charente, formant ainsi le port de Rochefort-Tonnay-Charente, un complexe industrialo-portuaire déjà actif dans les années 1970. L'activité du port fluvial de Rochefort se maintient à un rythme notable et entretient un trafic supérieur à celui de Tonnay-Charente.

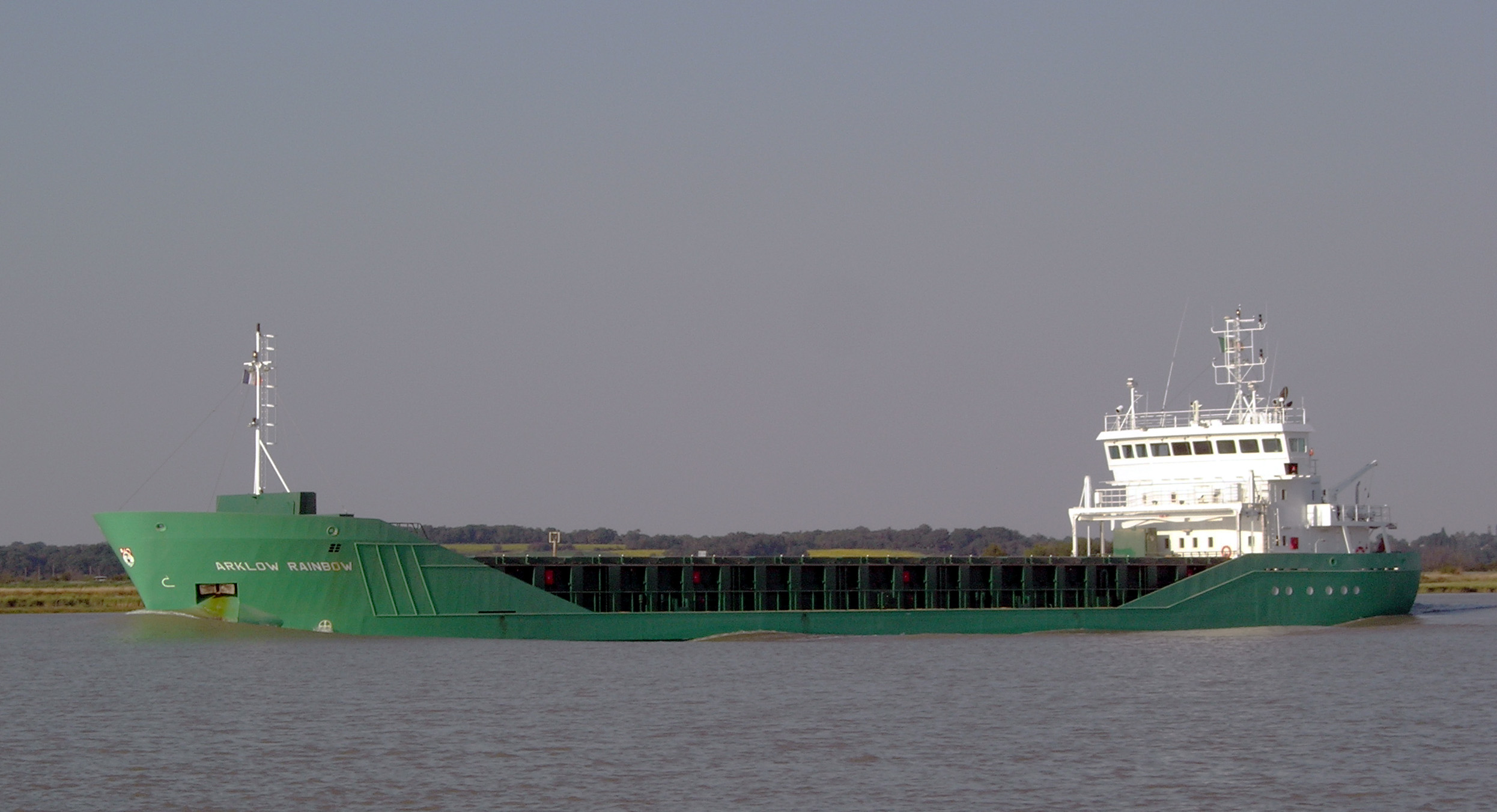
Un cargo - caboteur sur le fleuve Charente se rendant au port de Rochefort en remontant le fleuve.

Géré par le Syndicat Mixte du port de commerce de Rochefort/Tonnay-Charente, ce complexe portuaire est devenu le premier port départemental de France avec un trafic moyen annuel variant entre 800 000 tonnes et un million de tonnes. Il se classe au troisième rang des ports français pour l'importation des sciages résineux, au sixième rang pour l'importation d'engrais et au dixième rang pour l'exportation des céréales.
Le port de Rochefort accueille principalement des cargos chargés de  bois du Nord, d'engrais, de ciment blanc, de tourbe et d'argile. Les exportations portent principalement sur la ferraille pour le recyclage et les déchets de pneus tandis que le port de Tonnay-Charente reçoit principalement du sable et exporte des céréales, principalement du maïs.

## Pour approfondir